# Halo: Combat Evolved Anniversary
Halo: Combat Evolved Anniversary é um jogo eletrônico de tiro em primeira pessoa que se passa no universo de Halo e é uma recriação de Halo: Combat Evolved. A Microsoft anunciou o jogo juntamente com Halo 4 na E3 2011. Anniversary foi lançado em 15 de novembro de 2011, no décimo aniversário do título original, para o console Xbox 360.
Halo: Combat Evolved Anniversary foi desenvolvido em uma parceria entre os estúdios 343 Industries, Saber Interactive e Certain Affinity. A 343 Industries, supervisora da série Halo, fez um acordo com a Saber Interactive para desenvolver uma recriação do jogo original a tempo para seu décimo aniversário. Após considerar entre refazer o jogo do zero ou adaptar e adicionar novas características para a versão de PC existente, a Saber decidiu usar seu motor de jogo para reproduzir o visual original de Halo: Combat Evolved, bem como seu motor original para a jogabilidade. Uma ferramenta de desenvolvimento para alterar entre os visuais antigos e os novos tornou-se uma característica do jogo. Os aprimoramentos de Anniversary incluem uma atualização completa para visuais em alta definição, suporte a jogabilidade cooperativa e online por meio do serviço Xbox Live, músicas e efeitos sonoros novos e remasterizados, além de extras como conquistas e colecionáveis dentro do jogo. É o primeiro da série a incluir suporte para Kinect.
A recepção crítica de Anniversary foi, em geral, positiva. Os gráficos e sons atualizados e a possibilidade de alterar entre os visuais antigos e os remasterizados foram elogiados. Reclamações foram sobretudo sobre as falhas técnicas, os erros em relação ao desenho dos níveis originais e a implementação do modo multijogador.
O jogo foi relançado como um dos titulos da coleção Halo: The Master Chief Collection em 11 de novembro de 2014 para Xbox One.

## Jogabilidade

Pressionando o botão Back, os jogadores podem alterar entre os gráficos do jogo original (acima) e os visuais novos (abaixo)

Halo: Combat Evolved Anniversary e o original, Halo: Combat Evolved, são quase idênticos na história e na jogabilidade. O jogo é do gênero tiro em primeira pessoa (FPS), com momentos de combate em veículos na terceira pessoa. O enredo segue o personagem do jogador e protagonista Master Chief, um supersoldado ciborgue, enquanto ele luta contra os alienígenas Covenant no misterioso e antigo ringworld Halo. Os jogadores são equipados com um escudo de energia que se recarrega e absorve danos; os jogadores também têm vida, que só pode ser recuperada com pacotes de vida espalhados pelas fases do jogo. Há diversas armas e veículos alienígenas e humanos que podem ser usados.
Os jogadores podem alterar entre os gráficos "clássicos" do jogo original e os novos gráficos desenvolvidos, pressionando o botão Back no controle. Os gráficos clássicos e novos são apresentados em alta definição, numa proporção 16:9, em vez da resolução original de 480i e relação de aspecto 4:3. Os gráficos melhorados também estão disponíveis em 3D estereoscópico em televisões compatíveis.
Novidades na jogabilidade incluem conquistas para o Xbox Live, modo cooperativo online e conteúdo secreto: terminais de vídeo que proporcionam informações adicionais sobre o enredo e caveiras colecionáveis que modificam a jogabilidade quando ativadas. Suporte ao Kinect inclui comandos de voz para navegação de vídeo, instruções de combate e exploração do ambiente, que adiciona itens para uma enciclopédia chamada Biblioteca.
O Combat Evolved original não tinha suporte multijogador online, mas os jogadores podiam jogar em tela dividida ou System Link, em uma rede de área local. Além do multiplayer online, Anniversary também tem um modo para dois jogadores em campanha cooperativa via Xbox Live e tela dividida offline. O modo multijogador utiliza o motor de Halo: Reach e apresenta sete remakes de mapas de Combat Evolved e Halo 2. Anniversary também inclui um novo mapa baseado no homônimo estágio de campanha para Firefight, um modo multijogador onde o jogador e seus aliados devem enfrentar ondas de inimigos em dificuldade crescente. Anniversary introduziu aliados Firefight que usam inteligência artificial na série.

## Enredo
Após escapar da destruição pelos Covenant no planeta humano Reach, a nave humana Pillar of Autumn, faz um movimento aleatório slipspace para evitar levar os Covenant à Terra. Chegando ao espaço inexplorado, a tripulação da Autumn descobre um anel gigantesco orbitando um gigante gasoso. Quando os Covenant atacam, o capitão da Autumn, Jacob Keyes, confia na inteligência artificial da nave, Cortana — e seu conhecimento de defesas e a localização da Terra - ao supersoldado Master Chief para protegê-la. Master Chief luta contra os grupos de abordagem Covenant e foge da Pillar of Autumn por meio de um salva-vidas para a superfície do anel enquanto Keyes pousa a Pillar of Autumn na megaestrutura.
No anel, Chief reagrupa-se com humanos sobreviventes e lidera um grupo de abordagem para resgatar Keyes dos Covenant. Keyes revela que os Covenant chamam o anel de "Halo", e eles acreditam que é algum tipo de arma. Chief é encarregado de encontrar a sala de controle do Halo antes dos Covenant. Assim que Cortana é inserida na sala de controle, ela fica alarmada e fica para trás enquanto envia Master Chief para encontrar Keyes. Enquanto procura pelo capitão, Master Chief encontra com os Flood, um organismo parasita que infecta formas de vida. Isso chama a atenção da IA 343 Guilty Spark, responsável pela guarda do Halo, que pede a ajuda de Chief para ativar as defesas do Halo. A ativação do anel é interrompida por Cortana, que revela que as defesas do Halo não matam os Flood, mas sim, sua comida, em uma tentativa de deixá-los sem alimento - o que resultaria na destruição de toda a vida na galáxia. Para impedir que os Flood se espalhem e que Spark ative o anel, Cortana inventa um plano para detonar os motores da nave acidentada Pillar of Autumn para destruir o Halo. Lutando contra os Flood, Covenant e sentinelas robóticas de Guilty Spark, Chief manualmente desestabiliza os reatores da Pillar of Autumn, ele e Cortana por pouco escapam da destruição do anel em uma nave de combate.

## Desenvolvimento

### Visão geral
Depois da Microsoft ter adquirido a Bungie em 2000, a Bungie desenvolveu Halo: Combat Evolved como um título de lançamento do Xbox original em 2001. Bungie e Microsoft separaram-se em 2007, mas os direitos da franquia Halo ficaram com esta última, que formou uma divisão interna para dirigir o desenvolvimento de Halo. 343 Industries, a divisão interna, fez uma proposta à Saber Interactive de refazer Combat Evolved para o décimo aniversário do jogo. O diretor de operações da Saber, Andrey Iones, afirmou que a oferta era "uma oportunidade que nós não poderíamos perder", já que a Saber nunca havia desenvolvido um jogo de uma grande franquia e muitos membros da equipe eram fãs de Halo. A Saber desenvolveu o concept art para formar ideias visuais para o remake e, depois, a equipe foi para Seattle, Washington, para mostrá-la à 343 Industries.
A 343 Industries queria um remake completo do jogo original para o décimo aniversário de Halo, dando à Saber pouco mais de um ano para concluir o projeto. A jogabilidade deveria permanecer inalterada; apesar de o jogo original ter elementos não balanceados, a 343 Industries decidiu preservar a experiência de jogo que os jogadores lembravam ao passo que introduziu fãs jovens ao jogo, talvez pela primeira vez. Os visuais, entretanto, seriam atualizados juntamente com novas características, como caveiras na campanha. Iones lembrou que as possibilidades de mudanças eram limitadas - refazer as animações dos personagens estava fora de alcance, pois poderia introduzir novos bugs de jogabilidade, e escolhas de design, como o balanceamento do jogo, já estavam determinadas. A Saber decidiu usar o motor do jogo original para a jogabilidade e seu motor próprio para os visuais, apesar de problemas de compatibilidade que essa solução apresentou. O desenvolvimento começou sob o codinome Spark. O jogo foi concluído e enviado para fabricação (entrando em fase "gold") em 15 de outubro de 2011.

### Design
Para resolver os problemas a respeito da transferência de informações do motor do jogo original para o motor da Saber, os desenvolvedores analisaram como eles usaram o motor de física Havok para manipular posicionamento de objetos, velocidades e colisões. A Saber criou um substituto de todos os objetos no motor de Halo para transferir para o motor da Saber, o que significa que a programação do jogo original permaneceu inalterada. A possibilidade do jogo de alterar entre o motor gráfico original e o remasterizado na campanha foi possível pelo motor de renderização desenvolvido pela Saber Interactive. A tecnologia permitiu aos desenvolvedores atualizar os visuais de Halo: Combat Evolved e preservar a jogabilidade original. Originalmente, os jogadores escolheriam qual versão gráfica seria jogada no menu. A possibilidade de alterar os visuais durante o jogo rapidamente se tornou um ponto de discussão entre os desenvolvedores, que decidiram tornar disponível para todos os jogadores. Já que a possibilidade de alterar entre a versão gráfica e a remasterizada foi fornecida aos jogadores, ambos os motores trabalham simultaneamente para manter a espontaneidade do jogo. Este método causou diversos problemas, incluindo problemas de colisão - porque os objetos e ambientes no jogo original tinham resoluções menores e menos polígonos, visuais em alta resolução no motor da Saber poderiam ser significativamente diferentes do original. Como a geometria do jogo original foi usada como base para colisões, em alguns casos, os personagens podiam andar dentro ou acima do terreno, armas podiam cair dentro do chão e disparos podiam parecer terem sido desviados do nada. Essa grande quantidade de problemas, combinada ao desejo de se manter a jogabilidade original intacta, forçou a Saber a usar uma variedade de métodos para corrigir os problemas, incluindo criar ferramentas para artistas visualizarem diferenças de altura e criar geometria intermediária. Em alguns casos, os artistas desenvolveram outras formas de manter os mesmos dados de colisão enquanto atualizavam os visuais alterando o objeto real - transformar uma pedra de baixo polígono em uma estrutura Forerunner angular evitou os problemas de colisão.
Onde foi possível, os produtores desenharam ou adaptaram recursos de Halo 3 e Reach. Para elementos que não tinham semelhantes, a Microsoft enviou o diretor de arte Ben Cammarano para o escritório da Saber em São Petersburgo para supervisionar a reformulação dos visuais do jogo. Cammarano estabeleceu quatro princípios de Halo - que Iones denominou "perspectivas heroicas, imagens e personagens icônicos, estética limpa e brilhante e ação visceral" - para guiar os artistas da Saber. Como os elementos originais já existiam, artistas de conceito fizeram capturas de tela do jogo original e pintaram por cima novos visuais para mostrar como efeitos de ambiente, luz aprimorada e novas texturas poderiam mudar o aspecto das fases. Alguns dos designs visuais da Saber foram considerados muito distantes do jogo original - apesar de os artistas terem mudado a posição do ringworld Halo e planetas próximos para criar um skybox mais agradável, a Microsoft insistiu que manter a continuidade do universo era mais importante e vetou as mudanças. Fãs apontaram outras inconsistências a respeito dos visuais do jogo em vídeos de pré-lançamento e em imagens que a Saber acabou mudando. Iones destacou as estruturas Forerunner, a espingarda de assalto e o visual de Chief como pontos em que os fãs sofreram com as mudanças. A armadura de Chief foi redesenhada do zero, em vez de fazer uma portabilidade de elementos já existentes.
A Saber duvidou que seria possível converter a jogabilidade cooperativa de tela dividida de Combat Evolved para facilitar o jogo online. Greg Hermann, um técnico principal da 343 Industries que tinha experiência com a tecnologia da Bungie, assistiu o time da Saber no desenvolvimento de uma solução online que permitiria jogabilidade cooperativa. Já que o jogo original se comportaria da mesma forma quando dois controles estivessem conectados, bastaria que os controles estivessem sincronizados entre os consoles dos jogadores.
Por conta de suas contribuições anteriores à franquia (os pacotes de mapas Blastacular de Halo 2 e Defiant de Halo: Reach), a Certain Affinity foi convidada pela 343 Industries para administrar os mapas multijogador de Anniversary, que utilizam o motor de Halo: Reach. O diretor da 343 Industries, Frank O'Connor, disse que a decisão de usar Reach para o modo multijogador foi controversa, mesmo dentro do estúdio. "Na época de Halo, nunca houve um modo online adequado", explicou O'Connor. "Não poderíamos voltar atrás com a tecnologia; [recriar o modo multijogador local de Halo] simplesmente não teria funcionado com coisas como a latência e todos os outros problemas relacionados à Xbox Live moderna. Então, nós teríamos que criar tudo do zero, e ainda não seria uma experiência memorável [para os jogadores]." Outro ponto que O'Connor mencionou foi que produzir uma réplica completa do modo multijogador de Combat Evolved teria dividido a base de jogadores de Halo e interrompido a vida útil de Reach. :3 Ao decidir quais dos sete mapas de Halo a refazer, a 343 Industries decidiu alguns critérios - não poderia ser um mapa refeito para um Halo de Xbox 360, teria que funcionar com a jogabilidade aberta de Reach e teria que ser um favorito dos fãs. :1 A companhia manteve o mesmo diretor de arte nos elementos da campanha e do multijogador de Anniversary para garantir que as duas partes do jogo ficassem visualmente semelhantes.
Já que a 343 Industries desenvolveu Halo 4 ao mesmo tempo que Anniversary, a empresa decidiu ligar Halo: Combat Evolved Anniversary aos jogos da Trilogia Reclaimer por meio de coletáveis no jogo similares aos terminais de Halo 3, registros de áudio de Halo 3: ODST e blocos de dados de Halo: Reach. Enquanto os coletáveis de outros jogos visavam os fãs antigos de Halo, a 343 Industries quis fazer os terminais de Anniversary com maior orçamento, mais impressionantes e acessíveis a todos os jogadores. :2
Embora Iones tenha descrito o ciclo de desenvolvimento de um ano de Anniversary como um "passeio bastante tranquilo", alguns problemas de produção que não foram descobertos até os estágios finais de desenvolvimento contribuíram para bugs e outros problemas. A Saber confiou em uma ferramenta semiautomatizada para renderizar os vídeos do jogo, mas não fez um controle completo dos resultados até depois de o jogo ter atingido o estágio alfa de produção. Como resultado, os desenvolvedores perceberam que sua adição de animações com captura de movimento e sincronização labial causaram sérios problemas de sincronização de áudio e bugs de animação.

### Áudio
Além dos visuais, os desenvolvedores regravaram as músicas e os efeitos sonoros de Combat Evolved. Apesar da possibilidade de se jogar com o áudio original de Halo: Combat Evolved, a trilha sonora foi regravada em parceria com a Pyramind Studios, com a participação da Orquestra Sinfônica Skywalker e do conjunto vocal Chanticleer. Pelo fato de não haverem áudios MIDI no jogo original, Paul Lipson, Lennie Moore, Tom Salta e Brian Trifon tiveram que transcrever todas as músicas.
A trilha sonora foi lançada digitalmente e em dois formatos físicos: uma edição de dois CDs e uma gravação em disco de vinil, esta última limitada a 2000 unidades. A edição em vinil contém 16 faixas em dois lados e vem com um código para baixar o restante da trilha sonora de Anniversary digitalmente. A edição em CD contém 39 faixas e foi lançada em 15 de novembro de 2011.
| Trilha Sonora Original de Halo: Combat Evolved Anniversary CD 1 |                               |         |  |
| N.º                                                             | Título                        | Duração |  |
| 1.                                                              | "Random Slipspace Trajectory" | 3:39    |  |
| 2.                                                              | "Bravery, Brotherhood"        | 1:26    |  |
| 3.                                                              | "Installation 04"             | 4:20    |  |
| 4.                                                              | "An End of Dying"             | 2:46    |  |
| 5.                                                              | "Pale Rider"                  | 1:31    |  |
| 6.                                                              | "Yawning Chasm"               | 1:01    |  |
| 7.                                                              | "A Private Service"           | 1:13    |  |
| 8.                                                              | "Rock in a Hard Place"        | 1:17    |  |
| 9.                                                              | "Flotsam, Jetsam"             | 2:49    |  |
| 10.                                                             | "Captain, My Captain"         | 0:56    |  |
| 11.                                                             | "Suite Fall"                  | 4:19    |  |
| 12.                                                             | "Demons and Heretics"         | 1:30    |  |
| 13.                                                             | "Exfiltration"                | 1:05    |  |
| 14.                                                             | "Honest Negotiation Suite"    | 8:48    |  |
| 15.                                                             | "Unless You Mean to Shoot"    | 2:29    |  |
| 16.                                                             | "Infiltration"                | 1:48    |  |
| 17.                                                             | "Strung"                      | 1:49    |  |

| Trilha Sonora Original de Halo: Combat Evolved Anniversary CD 2 |                           |         |  |
| N.º                                                             | Título                    | Duração |  |
| 1.                                                              | "Still, Moving"           | 1:59    |  |
| 2.                                                              | "Lions and Tigers And…"   | 1:38    |  |
| 3.                                                              | "Between Beams"           | 0:56    |  |
| 4.                                                              | "Paranoid Illusion"       | 0:51    |  |
| 5.                                                              | "Xenoarchaeology"         | 1:45    |  |
| 6.                                                              | "Choreographite"          | 1:43    |  |
| 7.                                                              | "In the Substance of It"  | 1:17    |  |
| 8.                                                              | "How to Get Ahead in War" | 1:50    |  |
| 9.                                                              | "Unreliable Exploration"  | 1:12    |  |
| 10.                                                             | "Dewy Decimate"           | 6:16    |  |
| 11.                                                             | "First Step"              | 2:12    |  |
| 12.                                                             | "Arborea Above"           | 1:27    |  |
| 13.                                                             | "Bad Dream"               | 1:37    |  |
| 14.                                                             | "Cloaked in Blackness"    | 3:39    |  |
| 15.                                                             | "Strident"                | 0:59    |  |
| 16.                                                             | "To Sleep"                | 1:01    |  |
| 17.                                                             | "Marathon Sprint"         | 2:02    |  |
| 18.                                                             | "Fragments"               | 1:46    |  |
| 19.                                                             | "Heretic Machine"         | 1:35    |  |
| 20.                                                             | "Unfortunate Discovery"   | 1:45    |  |
| 21.                                                             | "Heliopause"              | 0:39    |  |
| 22.                                                             | "Didactic Principal"      | 1:48    |  |

| Trilha Sonora Original de Halo: Combat Evolved Anniversary Vinil Lado A |                               |         |  |
| N.º                                                                     | Título                        | Duração |  |
| 1.                                                                      | "Random Slipspace Trajectory" | 3:39    |  |
| 2.                                                                      | "Installation 04"             | 4:20    |  |
| 3.                                                                      | "Bravery, Brotherhood"        | 1:27    |  |
| 4.                                                                      | "An End of Dying"             | 2:46    |  |
| 5.                                                                      | "Pale Rider"                  | 1:31    |  |
| 6.                                                                      | "Yawning Chasm"               | 1:01    |  |
| 7.                                                                      | "A Private Service"           | 1:13    |  |
| 8.                                                                      | "Suite Fall"                  | 4:19    |  |
| 9.                                                                      | "Rock in a Hard Place"        | 1:17    |  |

| Trilha Sonora Original de Halo: Combat Evolved Anniversary Vinil Lado B |                            |         |  |
| N.º                                                                     | Título                     | Duração |  |
| 1.                                                                      | "Honest Negotiation Suite" | 8:48    |  |
| 2.                                                                      | "Flotsam, Jetsam"          | 2:49    |  |
| 3.                                                                      | "Demons and Heretics"      | 1:30    |  |
| 4.                                                                      | "Exfiltration"             | 1:05    |  |
| 5.                                                                      | "Unless You Mean to Shoot" | 2:29    |  |
| 6.                                                                      | "Captain, My Captain"      | 0:56    |  |
| 7.                                                                      | "Strung"                   | 1:49    |  |

## Divulgação e lançamento

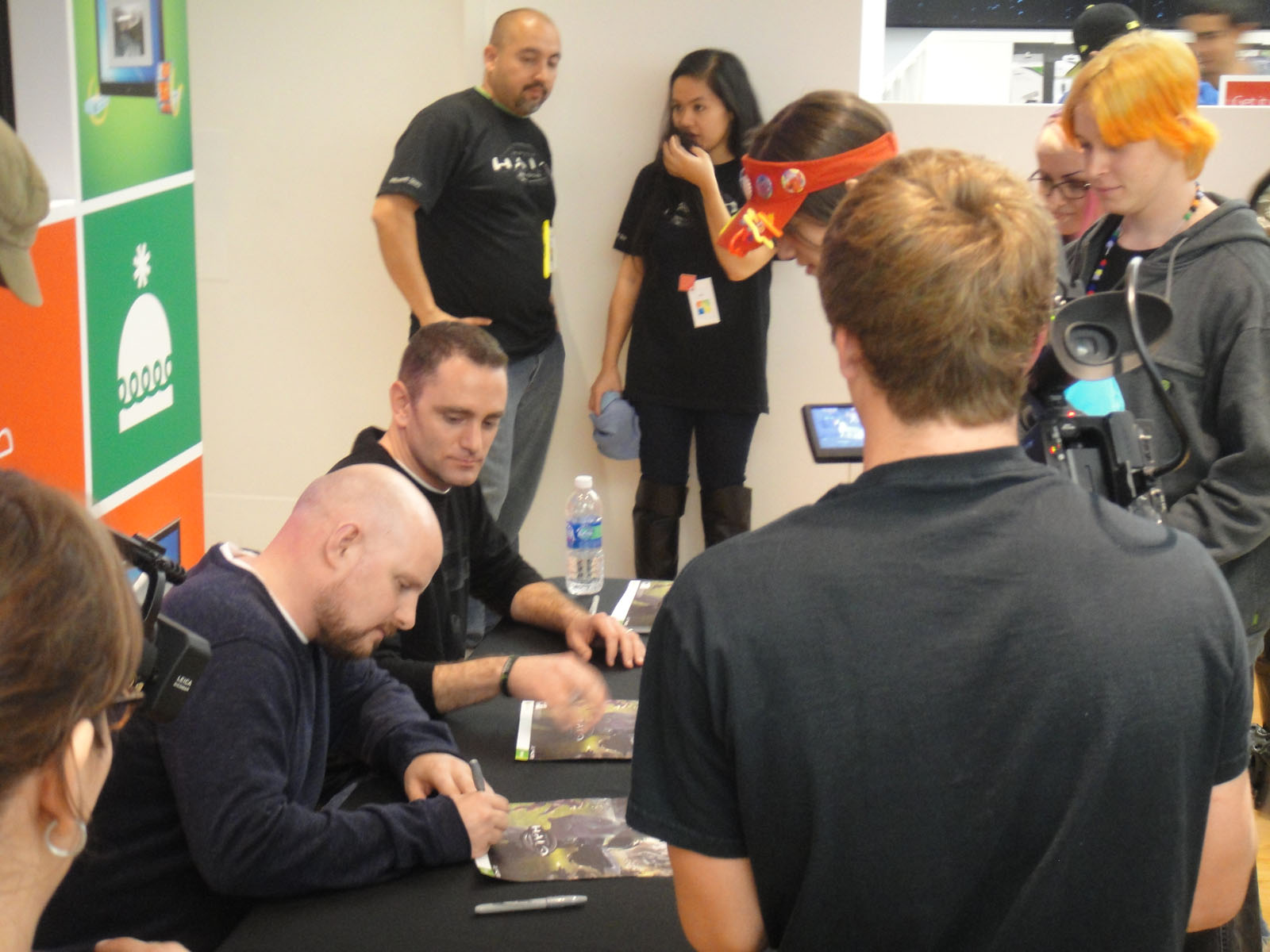
Frank O'Connor, diretor da franquia Halo, assinando pôsteres num evento de lançamento de Anniversary em Los Angeles.

Halo: Combat Evolved Anniversary foi anunciado ao público com um video, em 6 de junho de 2011 no briefing de mídia E3 anual da Microsoft, que terminou com um pequeno video de Halo 4. Bônus pela pré-compra do jogo incluíam um avatar de Xbox 360 com a roupa de Master Chief e uma caveira exclusiva Grunt Funeral, que define se Grunts explodem ao morrerem. Durante o painel do Universo Halo na San Diego Comic-Con de 2011, foi mostrado um video que revelava a animação usada nos terminais com uma narração da IA 343 Guilty Spark. A Microsoft lançou o Halo Living Monument, consistindo numa curta-metragem e um website, para celebrar o lançamento de Combat Evolved Anniversary.
Treze lojas Microsoft Store organizaram eventos de lançamento do Halo Anniversary em 15 de novembro de 2011, com o lançamento à meia-noite; festividades incluíram partidas multijogador de 16 jogadores, sorteios de edições limitadas do jogo e a presença dos desenvolvedores. No Reino Unido, a Microsoft e a varejista britânica de jogos eletrônicos GAME, organizaram dois eventos de pré-lançamento com uma versão completa do jogo e prêmios. Em outra promoção britânica, os que compraram uma pizza da Pizza Hut especial inspirada em Halo, durante o período promocional de duas semanas do lançamento do jogo, receberam dois dias de assinatura premium da Xbox Live. Os funcionários da VideoGamer.com acharam a pizza deliciosa, mas sem conexão com a franquia Halo. Microsoft e Pizza Hut iriam executar uma promoção similar no ano seguinte para o lançamento de Halo 4.
Combat Evolved Anniversary foi relançado no Xbox One como parte da coleção Halo: The Master Chief Collection em 11 de novembro de 2014.

## Recepção

### Recepção critica
Halo: Combat Evolved Anniversary recebeu críticas positivas em geral. Na média do site Metacritic, o jogo tem uma nota de 82/100, baseado em 73 avaliações de críticos. No GameRankings, o jogo tem nota média de 81.92% baseado nas análises de 53 críticos. Os críticos da Official Xbox Magazine elogiaram os desenvolvedores por preservarem a jogabilidade original, evitando "horrores ao revisar a jogabilidade". Brandon Justice, da Electronic Gaming Monthly, escreveu para fãs da série que Anniversary "é um dos melhores serviços feitos para os fãs que a indústria já produziu, e você precisa comprá-lo."
Os avaliadores discordaram sobre como a essência da jogabilidade de Combat Evolved, que não foi alterada em Anniversary, envelheceu, após dez anos. Escrevendo para o GameSpot, o editor Chris Watters opinou que "as mecânicas fundamentais do jogo... aguentaram bem", com controles intuitivos e inimigos desafiadores. O escritor Adam Guetti, da PALGN, concordou, elogiando controles "bastante sólidos" e jogabilidade responsiva, enquanto Mike Wilcox, da Sydney Morning Herald argumentou que a Anniversary "[prova que] um jogo com uma fórmula premiada não perde o vigor com o tempo". Steven Hopper, da IGN, sentiu que o desenho dos níveis estava antiquado, que as repetições do ambiente faziam os jogadores perder a paciência e que os veículos foram pobremente desenvolvidos. Brad Shoemaker, da Giant Bomb, escreveu que, enquanto o melhor dos aspectos do jogo permaneceu inalterável, outros aspectos, como o desenho dos níveis e lutar contra os Flood, não eram menos frustrantes após dez anos; Matthew Reynolds, da Digital Spy, ecoou o sentimento, elogiando o jogo por apresentar situações inigualáveis em jogos posteriores, enquanto culpa os pontos de checagem irregulares causando frustrações crescentes.
Os visuais melhorados foram recebidos positivamente; avaliadores como Chris Martin, da The Inquirer, e Russ Pitts, da The Escapist, elogiaram o botão de alterar os gráficos especificamente. Steve Boxer, do The Guardian, classificou a característica como "completamente fascinante - um pouco como... arqueologia no seu console", e disse que as mudanças gráficas melhoraram áreas onde o motor original do jogo era fraco, como renderizar ambientes abertos. Apesar de elogiar vários dos refinamentos do jogo, Watters destacou os Flood como inimigos que pareciam melhores no jogo original, afirmando que "a simplicidade da versão clássica parece mais sinistra e alienígena". Hamza Aziz, da Destructoid, apreciou as atualizações visuais, mas não alguns dos problemas de sincronia de áudio durante as animações.
Críticos tiveram opiniões divididas a respeito das novas características de Anniversary. O efeito 3D estereoscópico foi, ao mesmo tempo, elogiado e rejeitado: Matt Miller, da Game Informer, escreveu que a característica "não adiciona nada ao jogo", enquanto Aziz descreveu a novidade como "fantástica", considerando seu uso em Anniversary como mais sutil e agradável do que em outros jogos. Aziz também elogiou os terminais na campanha, apesar de ter afirmado que o comando de voz por Kinect é mais lento do que pressionar os botões. Ben Kuchera, da Ars Technica, elogiou as melhorias nos mapas de Halo no modo multijogador de Anniversary, mas criticou a impossibilidade de jogar com quatro jogadores em tela dividida, como se podia fazer no jogo original. Reynolds concordou com a escolha da 343 Industries de usar Reach como a base para o multijogador de Anniversary, escrevendo que o conjunto de mapas ofereceu "uma forma inteligente de reintroduzir os jogadores de volta ao jogo original", assim como elogiou o sistema de combate de Halo por oferecer uma alternativa aos jogos de tiro contemporâneos.

### Vendas
Como afirmado pela empresa de monitoramento Chart-Track, Anniversary foi o sexto jogo mais vendido da semana de lançamento entre todas as plataformas no Reino Unido; atingiu o 15º lugar no Japão de acordo com a Media Create, enquanto que em compras na Amazon, foi o segundo mais vendido para Xbox 360 no mesmo período. Foi o terceiro mais vendido de Xbox 360 durante sua primeira semana de vendas na América do Norte. De acordo com o website VG Chartz, Anniversary já vendeu cerca de 2,34 milhões de cópias mundialmente.